# Ruppert Vilmos
Ruppert Vilmos (?, 1856 körül – Rákosszentmihály, 1916. szeptember 7.) magyar építész.

## Élete
Életéről kevés adat ismert. Szülei id. Ruppert Vilmos és Pietzsch Auguszta. Több budapesti bérházat tervezett a századfordulón. Legismertebb műve a Magyarországi Symbolikus Nagypáholy szabadkőműves székház a Podmaniczky utcában, amelyhez a festményeket Than Mór, az üvegablakok díszeit Róth Miksa készíttette. Az épületet a 2010-es években felújították, és Mystery Hotel Budapest néven 5 csillagos szállodaként működik.
Ruppert egyébként maga is szabadkőműves volt, bár egy másik páholy, a „Régi Hívek” tagja.
Halála után a Fiumei úti sírkertben helyezték nyugalomra.

## Ismert épületei

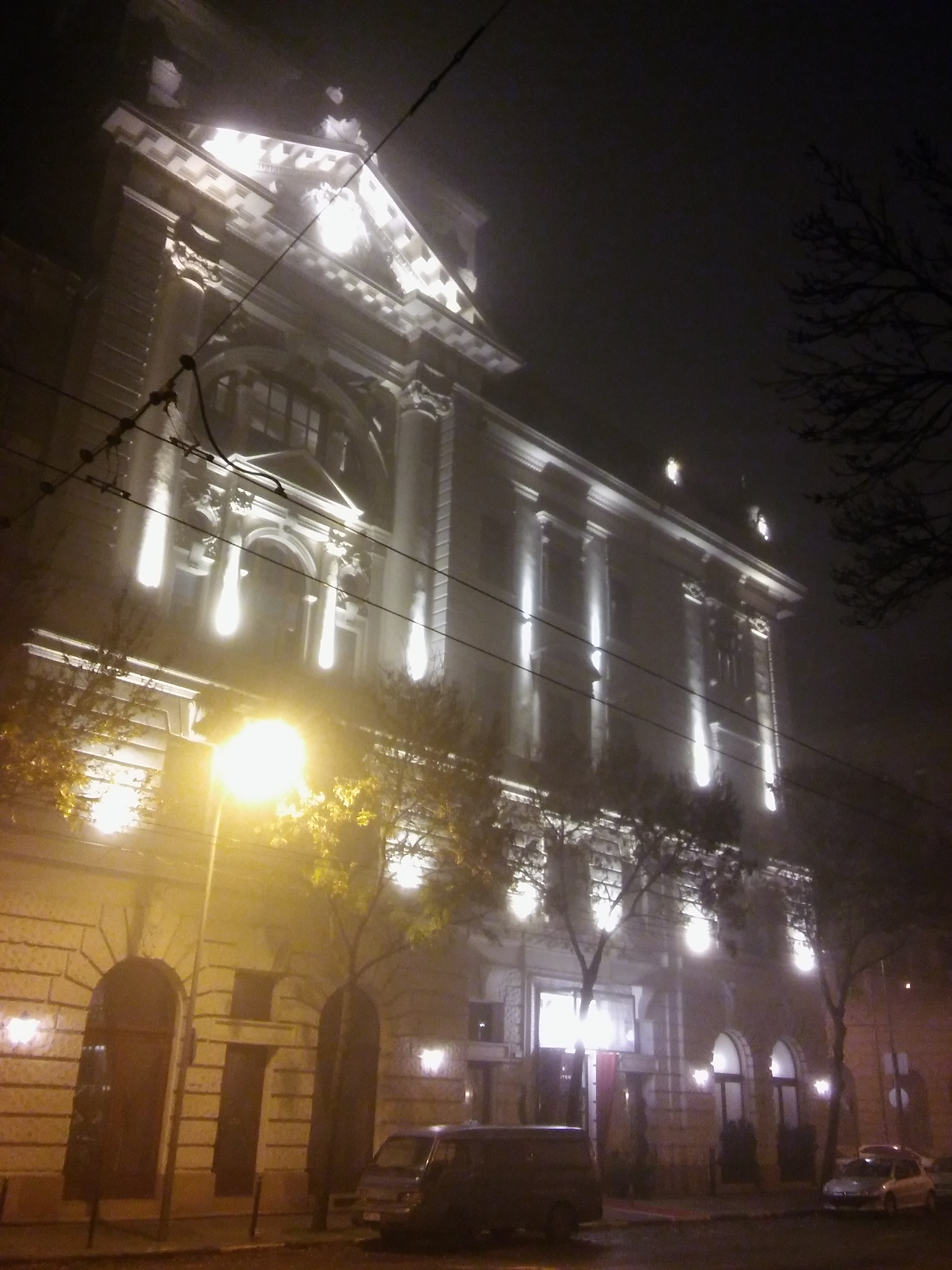
A Magyarországi Symbolikus Nagypáholy székháza

- 1883: Ruppert-ház, Budapest, Garay utca 44. (az építész számára készült, feltételezhetően saját maga tervezte)[7]
- 1894–1895: bérház, Budapest, Szentkirályi u. 4.[7][9]
- 1895[10]/1896: Magyarországi Symbolikus Nagypáholy székháza, Budapest, Podmaniczky u. 45.[7]
- 1897: bérház, Budapest, Rákóczi tér 10.[9]

A Magyar Lovaregylet tribünjeit (Budapest, Albertirsai út 2.) is az ő terveinek átdolgozásával készítette el halála után Wellisch Andor.